# I Love You, Beth Cooper
I Love You, Beth Cooper ist ein US-amerikanischer Film von Chris Columbus, der auch als Produzent tätig war. Der Film basiert auf dem gleichnamigen Buch von Larry Doyle (einem ehemaligen Autor von den Simpsons). Die mit einem Budget von 18 Millionen Dollar ausgestattete Produktion spielte lediglich 15 Millionen Dollar ein.

## Handlung
Denis Cooverman, Stufensprecher der Highschool und ein absoluter Nerd, ist heimlich in die schöne Cheerleaderin Beth Cooper verliebt, hat sich jedoch noch nicht einmal getraut, sie anzusprechen. Als er bei der Abschlussveranstaltung eine Rede halten soll, gesteht er ihr vor der gesamten Schule seine Liebe. Beth ist das peinlich, jedoch fühlt sie sich auch ein wenig geschmeichelt. Ihr Lover Kevin ist jedoch nicht so begeistert darüber. Denis lädt Beth und ihre Freundinnen zu seiner „Abschlussfeier“ ein, zu der auch sein Freund Richard kommt, den er bei seiner Rede als schwul outete, was Richard aber bestreitet. Bei der Vorbereitung will Denis’ Vater mit ihm reden und sagt ihm und Richard, wo er seine Kondome aufbewahrt.
Als Denis’ Eltern aus dem Haus gegangen sind, kommt Beth mit ihren Freundinnen angefahren. Im Haus macht Denis eine Flasche Champagner auf, während Beth mit ihrem Lover telefoniert. Der Korken des Champagners verletzt Denis am Auge und Beth kühlt es. Wenig später erscheint Beths Freund, der Soldat ist, da er das Handy geortet hat. Denis versucht verzweifelt alle Fenster zu verriegeln, damit er nicht reinkommt, doch durch die offene Terrassentüre kommen Kevin und seine zwei Freunde herein. Sie werfen mit Flaschen und einem Mikrowellengerät auf Denis und Richard. In Denis’ Zimmer kommt es zu einem Kampf zwischen Denis und Kevin, den Denis fast verliert, jedoch rettet Beth Denis. Die zwei Freunde können fliehen und fahren mit Beth weg. Sie besorgen Bier und fahren an den Strand.
Wenig später sind sie auf dem Weg zu einer Party, die von einem Mädchen veranstaltet wird, welches Denis als Flittchen beschimpft hat. Beth sieht wie Kevin mit diesem Flittchen rummacht und geht raus. Dann fängt Kevin mit Denis wieder an zu kämpfen. Denis will aber nicht zurückschlagen, da kommt ihm ein Junge zu Hilfe. Plötzlich fährt Beth mit dem Wagen von Kevin in das Haus und nimmt ihre Freundinnen, Denis und Richard mit. Sie halten bei der Schule, weil Beth als Chefcheerleader den Schulschlüssel hat. Dort gehen die drei Freundinnen nackt in die Dusche und Richard kann Denis davon überzeugen, dass er das auch macht, doch als Denis sich auszieht, kommt Kevin wieder. Alle können fliehen, weil Richard sie in einer Handtuchschlacht besiegt.
Sie fahren zum Ferienhaus, das einer Freundin von Beth gehört. Dort kriegt Denis auch neue Kleidung. Sie fangen an zu trinken und in der Dämmerung gehen Beth und Denis raus, um den Sonnenaufgang zu beobachten. Dort reden sie, kommen sich näher und küssen sich. Im Haus will Richard den Mädchen beweisen, dass er nicht schwul ist und geht mit ihnen ins Bett.
Danach fahren sie alle wieder zu Denis nach Hause, wo seine Eltern ihn schon erwarten. Sein Vater ist stolz auf ihn, will ihn aber trotzdem bestrafen.
Zum Schluss küssen sich Beth und Denis noch einmal und Beth verspricht ihm, dass wenn sie beide beim Klassentreffen noch ledig sind, sie dann heiraten. Als die Mädchen wegfahren, gesteht Richard Denis, dass er doch schwul ist.

## Auszeichnungen
Der Film war nominiert für den Teen Choice Award in der Kategorie „Choice Summer Movie Star: Female“ für Hayden Panettiere.

## Kritik
Auf der Internetseite Rotten Tomatoes hat der Film 13 % positive Kritiken.
Ben Lyons von At the Movies nannte den Film den schlechtesten Film des Jahres 2009.